# Chapelle du château de Cruzille
La chapelle du château de Cruzille est une chapelle située sur le territoire de la commune de Châtenoy-le-Royal dans le département français de Saône-et-Loire et la région Bourgogne-Franche-Comté.

## Historique
Elle fait l'objet d'un classement au titre des monuments historiques depuis le 20 février 2001.
Elle date du XVIIe siècle et a été construite par Gilles Th(i)erriat et son épouse Jeanne Burgat, propriétaires du domaine à compter de 1676 (initiales GT et JB visibles au plafond).

## Sources
- « La chapelle de Cruzilles », article de Marie-Thérèse Suhard paru dans la revue « Images de Saône-et-Loire » n° 159 de septembre 2009 (pages 18 et 19).